# 受胎告知の聖母 (アントネロ・ダ・メッシーナ、パレルモ)
『受胎告知の聖母』（じゅたいこくちのせいぼ、伊: Annunciata di Palermo）は、イタリアのルネサンス期の画家アントネロ・ダ・メッシーナが制作した絵画である。イタリア、シチリア島のパレルモにあるシチリア州立美術館に所蔵されている。おそらく1476年にシチリアで描かれたこの作品は、聖母マリアが受胎告知の大天使ガブリエルによって読書を中断されたところを表している。板に油彩で描かれているが、油彩技法はアントネロによってイタリアに導入された。アントネロは、ペトルス・クリストゥスなどの北方の画家から油彩技法を学び、テンペラ技法を放棄した。そして、アントネロらしい精緻な作品を制作することができるようになったのである 。
「絵画は、パレルモのコルツィオ家からカヴァリエール・ディ・ジョヴァンニが購入し、1906年に国立美術館 (後のパラッツォ・アバテリスにあるシチリア州立美術館) に遺贈された…」

## 分析
アントネロによる個人肖像画に典型的なように、聖母マリアは、4分の3正面を向いた姿で表されている。画家は、現在、ミュンヘンのアルテ・ピナコテークにある同主題を扱った一年前の別の作品で、二つの三角形の形をした青いマントを描いていた 。聖母は鑑賞者ではなく、左の画面外にいる大天使ガブリエルを見ており、画家はガブリエルを描く必要がなかった。
アントネロは、後期の作品 の鮮やかな錦織の襞や、初期に用いた金地の背景を排除して、大天使の言葉に驚いた若いユダヤ人女性としての聖母を簡素に表現している。少しの重々しい襞と シンプルなウールの衣服が盛期ルネサンスを予期しており、斜めに配置されている書見台は画面から飛び出しているようにみえ、画面は鑑賞者に対して開かれている。
画像の左右対称的な厳粛さは、1460年代にアントネロがウルビーノで見たピエロ・デラ フランチェスカ の作品を拠り所としている。控えめな色彩とシンプルな背景も特徴的で、鑑賞者の注意は聖母マリアの感情に向けられることになる。